# Гура-Куцулуй
Гура-Куцулуй (рум. Gura Cuțului) — село у повіті Алба в Румунії. Входить до складу комуни Вінцу-де-Жос.
Село розташоване на відстані 275 км на північний захід від Бухареста, 13 км на захід від Алба-Юлії, 83 км на південь від Клуж-Напоки.

## Населення
За даними перепису населення 2002 року у селі проживали 48 осіб, усі — румуни. Усі жителі села рідною мовою назвали румунську.